# Slag om Norg 2021
Slag om Norg 2021 er den 9. udgave af det hollandske cykelløb Slag om Norg. Det 187 km lange linjeløb bliver kørt i provinsen Drenthe den 11. juli 2021 med start og mål i Norg. Løbet er en del af UCI Europe Tour 2021. Den oprindelige 9. udgave blev i 2020 aflyst på grund af coronaviruspandemien.

## Resultat
| \| Samlede stilling \| Samlede stilling \| Samlede stilling \| Samlede stilling \| Samlede stilling \| \| Rytter \| Rytter \| Hold \| Tid \| \| \| ---------------- \| ---------------- \| ---------------- \| ---------------- \| ---------------- \| |        |      |     |
| |        |      |     |
| Kilde: ProCyclingStats |        |      |     |
| Samlede stilling |        |      |     |
| Rytter | Rytter | Hold | Tid |